# My Wicked Heart
My Wicked Heart è un brano musicale della cantante britannica Diana Vickers, quarta classificata e semifinalista della quinta edizione di X Factor nel Regno Unito, estratto come terzo singolo dal suo album di debutto Songs from the Tainted Cherry Tree. È stato pubblicato dall'etichetta discografica RCA Records il 17 luglio 2010 come download digitale e il 1º novembre come CD singolo nel Regno Unito.
Il video musicale è stato filmato a Los Angeles l'11 settembre 2010 ed è stato pubblicato il 2 ottobre. La regista è Sarah Chatfield. My Wicked Heart è entrata alla ventiduesima posizione della classifica irlandese e alla tredicesima di quella britannica.

## Tracce
CD singolo
1. My Wicked Heart - 2:56
2. The Way You Say It
3. My Wicked Heart (Gareth Wyn Remix)
4. My Wicked Heart (Blackbox Remix)

Download digitale
1. My Wicked Heart - 2:56
2. My Wicked Heart (Campfire Acoustic Version) - 3:43

## Classifiche

### Posizioni raggiunte
| Classifica (2010) | Posizione massima |
| ----------------- | ----------------- |
| Irlanda           | 22                |
| Regno Unito       | 13                |

### Andamento nella classifica britannica
| Posizione | 13 | 31 | 44 | 79 |

## Date di pubblicazione
| Paese                | Data             | Formato           |
| -------------------- | ---------------- | ----------------- |
| Regno Unito, Irlanda | 17 ottobre 2010  | Download digitale |
| Regno Unito, Irlanda | 1º novembre 2010 | CD                |